# Permacultura

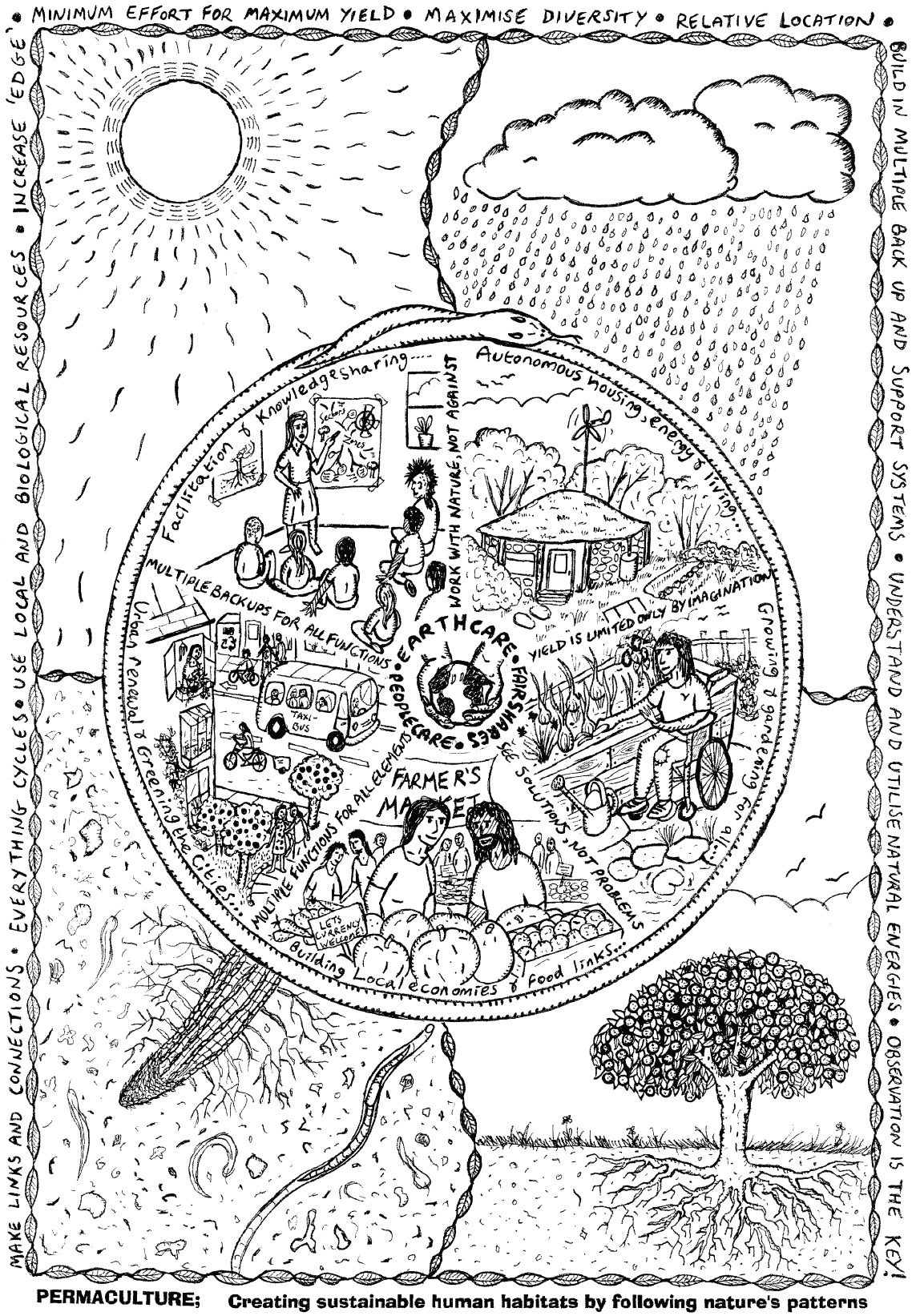
Mandala da permacultura.

A permacultura que significa “cultura permanente”, é um sistema de planejamento de ambientes humanos sustentáveis que se utiliza de práticas agrícolas e sociais cujo planeamento do seu design é centrado em simular ou utilizar diretamente os padrões e características observados em ecossistemas naturais e foi sistematizada para dar resposta à nova e crescente consciencialização da degradação ambiental global. A própria designação “permanente” foi concebida como a antítese dos modernos sistemas industriais, incluindo sistemas de produção de alimentos que, através da sua alta emergia, por exemplo pela dependência dos combustíveis fósseis e produtos químicos, foram se revelando instáveis, não-resilientes e poluentes (portanto insustentáveis).
Permacultura é a utilização de uma forma sistêmica de pensar e conceber princípios ecológicos que podem ser usados para projetar, criar, gerir e melhorar todos os esforços realizados por indivíduos, famílias e comunidades no sentido de um futuro sustentável.
Atualmente, é assim considerada uma ciência de âmbito social e ambiental que alia o conhecimento científico com o conhecimento tradicional e popular assegurando dessa forma a permanência do ser humano como espécie no planeta Terra.
A permacultura, além de ser um método para planejar sistemas de escala humana, proporciona uma forma sistêmica de se visualizar o mundo e as correlações entre todos os seus componentes. Serve, portanto, como meta-modelo para a prática da visão sistêmica, podendo ser aplicada em todas as situações necessárias, desde como estruturar o habitat humano até como resolver questões complexas do mundo empresarial.
Não está limitada a design sustentável, também incluindo engenharia ecológica, arquitetura bioclimática, construção. Também inclui gerenciamento integrado de recursos hídricos que desenvolve arquitetura sustentável e sistemas de habitat e agricultura regenerativos e auto-mantidos modelados a partir de ecossistemas naturais.
No fim, é uma filosofia e uma abordagem idealista que dá ênfase ao uso do solo agrícola que interliga clima, plantas, animais, ciclos de nutrientes, solo, gestão da água e necessidades humanas num ambiente produtivo e criativo com estética, ética e harmonia, de acordo com os princípios básicos da natureza.

## História
A permacultura tem na sua relação com a atividade agrícola uma síntese das práticas tradicionais com ideias inovadoras, unindo o conhecimento secular às descobertas da ciência moderna, proporcionando o desenvolvimento integrado da propriedade rural de forma viável e segura para o agricultor familiar. E, neste ponto, encontra paralelos com a Agricultura Natural que, sendo difundida intencionalmente pelas pesquisas do japonês Masanobu Fukuoka por todo o mundo, chegaram às mãos dos fundadores da permacultura e foram por eles desenvolvidas.
O termo permacultura conhece a sua origem com os ecologistas australianos David Holmgren, então um estudante de pós-graduação, e Bill Mollison, inicialmente seu professor, na década de 1970, baseando-se no modo de vida integrado à natureza das comunidades aborígines tradicionais da Austrália, que depois o desenvolveram e tem inspirado diversos movimentos sociais na direção de vidas mais socialmente justas e ecologicamente saudáveis, como é o caso das Cidades em Transição iniciado pelo permacultor Rob Hopkins.
Mais tarde, nos anos de 1980, para ensinarem a ética, princípios e fundamentos da permacultura, os seus fundadores vêm a desenvolver e a estabelecer cursos, com 72 horas. designados por PDC (sigla para o título em inglês "Permaculture Design Certificate course" ou seja, curso Certificado de Design em Permacultura ou também traduzido como Curso de Planejamento em Permacultura).
| “ | A permacultura é uma filosofia de trabalhar com, e não contra a natureza; de observação prolongada e pensativa em vez de trabalho prolongado e impensado, e de olhar para plantas e animais em todas as suas funções, em vez de tratar qualquer área como um sistema único produto. | ” |

### Influências
Nos diferentes livros escritos pelos criadores do conceito de permacultura, David Holmgren e Bill Mollison, são apresentados os principais autores e conceitos que inspiram a permacultura em seus princípios:
- Povos tradicionais;
- Piotr Kropotkin, com A Conquista do Pão (1892), depois com o  Campos, fábricas e oficinas (1898) e enfim com o Ajuda Mútua: um fator de evolução (1902);
- Joseph Russell Smith, com seu livro Three crops: A Permanent Agriculture (1929);
- Toyohiko Kagawa, e suas teorias agroflorestais (1930);
- Percival Alfred Yeomans e toda sua obra sobre os conceitos de Linha Chave (a partir de 1954);
- Masanobu Fukuoka, com A revolução de uma palha (1978), que resultou na agricultura natural.

## A ética da Permacultura
Os princípios da Permacultura vêm da posição de Mollison de que 
| “ | (...) a única decisão verdadeiramente ética é cada um tomar para si a responsabilidade de sua própria existência e da de seus filhos | ” |

Pode-se dizer que as três éticas ou pilares da Permacultura na sua versão contemporânea são:
- Cuidar da terra: Provisão para que todos os sistemas de vida continuem e se multipliquem. Este é o primeiro princípio, porque sem uma terra saudável, os seres humanos não podem exercer suas qualidades, também compreendido como cuidar do planeta[20].
- Cuidar das pessoas: Provisão para que as pessoas acessem os recursos necessários para sua existência.
- Compartilhar excedentes, inclusive conhecimentos: através dos limites ao consumo e ao crescimento populacional[1], ou seja da partilha justa[19][21], também compreendido como cuidar do futuro[22][23][24][25] ou ainda como paridade[20].

### Significados e polêmicas em relação à terceira ética
Há um debate sobre a polêmica em relação a esta terceira ética. Bill Mollison explicava que bastaria haver a primeira ética (Cuidar da terra). Mas para evitar que as pessoas deturpassem seu significado e excluíssem os humanos dos sistemas naturais, foi importante deixar isso claro através da segunda ética (Cuidar das pessoas). Ainda assim em um sistema socioeconômico baseado na exploração de alguns humanos por outros em busca da concentração da riqueza e do acesso aos recursos necessitaria ser explicitado através de uma terceira ética. A compreensão destas três éticas de forma clara e indissociável é a base para a permacultura, independente das palavras que usemos para representá-las.
Repartir os excedentes: Ecossistemas saudáveis utilizam a saída de cada elemento para nutrir os outros. Nós, os seres humanos, podemos fazer o mesmo, compartilhando os excedentes, inclusive os conhecimentos. Limites ao consumo: Usar apenas o necessário e reutilizar sempre o que puder, visando sempre a sustentabilidade e a redução tanto de custos, mas como também de recursos. Esses conceitos permitem a convivência e a troca de experiências com pessoas, cursos, leituras e alguns parâmetros. Com ênfase no aproveitamento e reaproveitamento máximo dos materiais, evitando a criação de lixo desnecessário. Explorar a criatividade com as condições que a natureza dispõe, fechar ciclos produtivos, diversificar recursos de fontes de recursos e cooperar ao invés de competir, agregar e não fragmentar. A permacultura não é apenas uma técnica ou muito menos um pacote. É muito mais complexo que uma simples agricultura sem agrotóxicos, mais complexo que uma agricultura ecológica, ou sustentável, ou biodinâmica ou que sistemas agroflorestais. É uma forma de viver que pode ou não envolver essas e outras técnicas. Ao mesmo tempo é muito mais simples por ser a conduta natural das coisas. Necessita apenas de uma observação sem máscaras, da natureza, sem pressa e com atenção. Sem preconceitos. Permacultura é um sistema de planejamento de ambientes humanos complexos e sustentáveis em todos seus aspectos, onde cada item desse sistema tem suas características, necessidades e funções, sendo conectados de forma consciente pelo designer.

## Os princípios da Permacultura
Os princípios de design, ou de planejamento como também são chamados, são a base conceitual da permacultura e foram derivados da ciência da ecologia de sistemas e do estudo de exemplos pré-industriais de uso sustentável da terra. A permacultura se baseia em várias disciplinas, incluindo agricultura orgânica, agroflorestas, agricultura integrada, desenvolvimento sustentável, física, meteorologia, sociologia, antropologia, bioquímica, engenharia e ecologia aplicada. A permacultura tem sido aplicada mais comumente ao projeto de habitação e paisagismo, integrando técnicas como agrofloresta (inclua-se aqui a agricultura sintrópica), construção natural e coleta de água da chuva no contexto local e dos princípios e da teoria da permacultura.
Os princípios de planejamento apareceram na permacultura em suas primeiras publicações sendo citados por completo, mas ainda de forma não sistematizada, ao longo do livro de Bill Mollison, Permaculture: a design manual em 1988. Posteriormente esses princípios foram sistematizados e bem organizados por David Holmgren.

### Princípios de planejamento da permacultura segundo Bill Mollison (1988)
No livro do Bill, os princípios aparecem de forma aleatória ao longo do texto. Aqui seguem alguns dos princípios:
1. Observação.
2. Localização relativa.
3. Planejamento energético eficiente em zonas e setores.
4. Cada elemento cumpre várias funções e cada função é apoiada por vários elementos.
5. O resíduo de um elemento é o recurso de outro.
6. Usar recursos biológicos e naturais, não os fósseis.
7. Ciclar energia.
8. Sistemas intensivos em pequena escala.
9. Acelerar a sucessão.
10. Propiciar a diversidade.
11. Use as bordas.
12. O problema é a solução. (“Transforme problemas em oportunidades”)
13. Trabalhar COM a natureza e não contra.
14. Cooperação e não competição.
15. Promova os ciclos fechados.
16. Nunca ponha todos os ovos no mesmo cesto.

É possível posteriormente relacionar esses princípios de forma sistematizada, percebendo que todos eles se encontram nas explicações dos princípios propostos pelo David.

### Princípios de planejamento da permacultura sistematizados por David Holmgren (2002)
David Holmgren  articulou 12 princípios de design da Permacultura em seu livro Permacultura Princípios e Caminhos Além da Sustentabilidade são:
1. Observe e interaja: Alocando tempo para engajar-nos com a natureza, podemos desenhar soluções adequadas à nossa situação particular.
2. Capte e armazene energia: Desenvolvendo sistemas que coletem recursos que estejam no pico de abundância, podemos utilizá-los quando houver necessidade.
3. Obtenha rendimento: Assegure-se de que esteja obtendo recompensas verdadeiramente úteis como parte do trabalho que você está fazendo.
4. Pratique auto-regulação e aceite retornos: Precisamos desencorajar atividades inapropriadas para garantir que os sistemas continuem funcionando bem.
5. Utilize e valorize recursos e serviços renováveis: Faça o melhor uso da abundância da natureza para reduzir nosso comportamento consumista e nossa dependência de recursos não renováveis.
6. Evite o desperdício: Valorizando e fazendo uso de todos os recursos que estão disponíveis para nós, nada será desperdiçado.
7. Projete dos padrões aos detalhes: Dando um passo atrás, podemos observar padrões na natureza e na sociedade. Estes padrões podem formar a espinha dorsal de nossos projetos, com os detalhes sendo preenchidos conforme avançamos.
8. Integrar ao invés de segregar: Colocando as coisas certas no local certo, fazemos com que as relações entre uma e outra se desenvolvam e elas passam a trabalhar juntas para ajudar uma à outra.
9. Utilize soluções pequenas e lentas: Sistemas pequenos e lentos são mais fáceis de manter do que sistemas grandes, fazendo uso mais adequado de recursos locais e produzindo resultados mais sustentáveis.
10. Utilize e valorize a diversidade: A diversidade reduz a vulnerabilidade à uma variedade de ameaças e tira vantagem da natureza única do ambiente na qual reside.
11. Utilize bordas e valorize elementos marginais: A interface entre as coisas é onde os eventos mais interessantes ocorrem. É onde frequentemente estão os elementos mais valiosos, diversificados e produtivos de um sistema.
12. Utilize e responda criativamente às mudanças: Podemos ter um impacto positivo nas mudanças inevitáveis se as observarmos com atenção e intervirmos no momento certo.

## Método de planejamento
O design da permacultura enfatiza os padrões de paisagens, funções e conjuntos de espécies. Ele determina onde esses elementos devem ser colocados para que possam fornecer o máximo benefício ao meio ambiente local. A permacultura maximiza as conexões úteis entre os componentes e a sinergia do design final. O foco da permacultura, portanto, não está em cada elemento separado, mas sim nas relações criadas entre os elementos pela maneira como são colocados juntos; o todo se torna maior do que a soma de suas partes. O design da permacultura, portanto, busca minimizar o desperdício, o trabalho humano e a entrada de energia pelos sistemas de construção e maximiza os benefícios entre os elementos do design para alcançar um alto nível de sinergia. Projetos de permacultura evoluem ao longo do tempo levando em consideração essas relações e elementos e podem evoluir para sistemas extremamente complexos que produzem uma alta densidade de alimentos e materiais com um mínimo de entrada.
No planejamento permacultural precisamos considerar o contexto, o conceito e o conteúdo, nesta ordem. Considerando assim o contexto de cada lugar, são estudados os conceitos a serem trabalhados e definidos como base do planejamento, a partir dos quais são determinados os conteúdos, ou seja, a forma, o elemento final a ser utilizado, que consiste em técnica, estrutural ou viva (cultural no sentido de criação ou cultivo), a ser utilizada. Em espaços que não são planejados por permacultores, é comum observarmos uma inversão deste método: as pessoas definem suas escolhas a partir da técnica de interesse, sem se importar previamente com o contexto, o que pode resultar num gasto de energias desnecessário e numa menor eficiência no resultado final esperado.

### Leitura da paisagem - Contextualizando o planejamento
Dentro da fase de contexto, ao se entrar em contato com o espaço a ser planejado permaculturalmente, uma das primeiras etapas, juntamente ou após o estudo de mapas e informações do terreno, é a realização da leitura da paisagem.

### Setores
Após a leitura inicial da paisagem, define-se uma setorização do local. Os setores, ou a setorização na permacultura, é a fase do planejamento em que, através de uma leitura da paisagem, são observadas as características físicas que interferem diretamente no planejamento e que independem da vontade dos moradores. Como exemplo de setores, temos a posição e o tempo de insolação nas diferentes estações do ano, o regime de ventos e chuvas, a presença de características do relevo como a curva-chave, as condições de perda e deposição de sedimentos e outras que causem sombreamento ou canalizem ventos e volumes de água, a identificação de lugares e épocas secas e úmidas, a presença de ruídos e riscos diversos, como enchentes, incêndios, poluição (física, química, sonora, visual, biótica), os tipos de solos, os percursos de animais, etc. Após a setorização, a próxima etapa de planejamento é o zoneamento.

### Zonas - Definindo os conceitos a serem adotados

Permacultura zonas 0–5

Após a contextualização, quando é feita a leitura da paisagem, são então definidos os conceitos que cabem naquela realidade. Para definirmos cada conceito, é realizado na permacultura um zoneamento, ou seja: no planejamento permacultural, a organização do espaço se dá através de zonas energéticas (de 0 a 5). Este zoneamento estabelece que os elementos (que são as culturas ou técnicas que preferencialmente devem atender a várias funções) devem estar presentes em cada zona de acordo com a demanda de trabalho que este elemento requer, o que facilita o planejamento do espaço.
Portanto, por exemplo, a zona zero é a casa, ou o centro de demanda de trabalho cotidiano.
Em seguida, baseado no contexto, se define o local de uma possível zona um, que seria o local de produção intensiva de alimentos, culturas de ciclos curtos e/ou que requerem maior atenção diária, como pequenos animais, hortas e quintais.
A zona dois seria um local de produção com uma demanda um pouco menor de trabalho, requerendo atenção ou manejo, por exemplo, algumas vezes por semana. Aqui se encaixariam pequenos pomares ou animais maiores, em pequena quantidade a fim de atender a família.
A zona três seria um local de produção intensiva mas em grande escala, que requer menor frequência no cuidado, como as lavouras, as criações de grandes animais ou os sistemas agroflorestais mais intensivos.
A zona quatro é um local de culturas perenes ou extensivas, que requerem muito pouco manejo. Aqui, por exemplo, encaixam-se as silviculturas, os sistemas agroflorestais de manejo eventual ou o enriquecimento de florestas nativas para consumo.
Enfim, a zona cinco é a que não requer nenhum manejo, por ser composta por áreas naturais ou regeneradas e florestas nativas, que servirão de inspiração para o permacultor de como funciona a natureza nesse lugar.

### Elementos - Quais conteúdos cabem aqui?
Finalizada a definição do zoneamento do espaço, segue-se a delineação do conteúdo: quais técnicas ou culturas (animais ou cultivos - vegetais, fungos e bactérias) deverão ocupar cada espaço e como isso será feito. Cada item destes é denominado na permacultura por elemento. Cada elemento necessita ser avaliado por suas características, necessidades e se cumpre as funções para as quais foi escolhido. É de suma importância que cada elemento tenha suas demandas atendidas por outros, no mínimo dois, elementos locais, fechando ciclos e estabelecendo conexões na rede de utilidades do espaço planejado. Também, que cada elemento tente atender, pelo menos, a três funções. Isso garante a redução de custos com técnicas que podem ser supridas por outras já existentes. Exemplos de elementos podem ser as técnicas citadas no item anterior e outras como veremos abaixo.

## Teorias

### A Flor da Permacultura

Flor da Permacultura estilizada.
Disponível em formato original em: https://permacultureprinciples.com/pt/pc_flower_poster_pt.pdf

A flor da permacultura é uma representação que demonstra como o planejamento permacultural transpassa de forma interdisciplinar a todas as áreas das necessidades e atividades humanas. Cada pétala desta flor é uma das áreas de nossa cultura que, dada a forma como as coisas estão no mundo, precisa ser redesenhada de forma local e contextualizada. No centro da flor estão os princípios éticos e de planejamento da permacultura e em torno de cada pétala estão os princípios, estratégias, métodos, práticas ou elementos que teremos que escolher ou criar e talvez nos adaptar à nossa realidade.
As pétalas são: Manejo da terra e da natureza, Espaço construído, Ferramentas e tecnologias, Cultura e educação, Saúde e bem-estar individual, Economias e finanças, Posse da terra e comunidade.

### Se inspirando na natureza

#### Camadas ou estratos das florestas como inspiração para os cultivos e manejos
As camadas ou estratos são uma das ferramentas usadas para projetar ecossistemas funcionais que são sustentáveis e beneficiam diretamente os humanos. Um ecossistema maduro tem um grande número de relações entre suas partes componentes: árvores, sub-bosque, cobertura do solo, solo, águas, fungos, insetos e animais. Como as plantas crescem em diferentes alturas, uma comunidade diversificada de vida é capaz de crescer em um espaço relativamente pequeno, pois a vegetação ocupa diferentes camadas. Existem sete camadas básicas em uma floresta alimentar, mas pode haver muitas mais, por exemplo, alguns profissionais incluem fungos como uma camada.
As camadas são:
1. Copa das árvores / Dossel: as árvores mais altas do sistema. Árvores grandes dominam, mas geralmente não saturam a área, ou seja, há manchas livres de árvores.
2. Camada de sub-bosque: árvores que crescem nas clareiras sob as copas.
3. Camada de arbustos: camada diversa de plantas perenes lenhosas de altura limitada. Inclui a maioria dos arbustos de bagas.
4. Camada de herbáceas: as plantas desta camada secam e voltam ao solo a cada inverno. Eles não produzem caules lenhosos como a Camada de Arbusto. Muitas ervas culinárias e medicinais são encontradas nesta camada. Uma grande variedade de plantas benéficas caem nesta camada. As plantas podem ser anuais, bienais ou perenes.
5. Superfície do solo / Cobertura do solo: há alguma sobreposição com a camada herbácea e a camada de cobertura do solo; no entanto, as plantas nesta camada crescem muito mais perto do solo, crescem densamente para preencher o solo nu e muitas vezes podem tolerar algum tráfego de pedestres. As culturas de cobertura conservam o solo e reduzem a erosão, junto com adubos verdes que fornecem nutrientes e matéria orgânica ao solo, especialmente nitrogênio.
6. Rizosfera: camadas de raízes no solo. Os principais componentes dessa camada são o solo e os organismos que nele vivem, como raízes de plantas (incluindo tubérculos como batatas e outros tubérculos comestíveis), fungos, insetos, nematóides, vermes, etc.
7. Camada vertical: plantas trepadeiras ou cipós, como feijão ayocote e feijão trepadeira, são encontradas nesta camada.
8. Camada de aquáticas / banhados: Muitas florestas têm riachos fluindo ou lagoas no centro. Há uma grande variedade de plantas que crescem em pântanos ou à beira d'água. Existem muitas plantas que crescem apenas na água.
9. Camada micelial / fúngica: Redes de fungos vivem em solos saudáveis. Eles viverão das raízes das plantas no Jardim da Floresta, e mesmo dentro delas. Essa rede subterrânea de fungos transporta nutrientes e umidade de uma área da floresta para outra, dependendo das necessidades das plantas. Além do trabalho vital, essa camada contribui para o desenvolvimento e a manutenção da floresta, ela até fornecerá, de vez em quando, cogumelos que podemos utilizar como alimento e remédio[32].

#### Conceitos de guildas, grupos funcionais, coletivos ou muvucas
Uma guilda ou grupo funcional ou coletivo ou muvuca é um grupo de espécies dentro do qual cada uma fornece um conjunto único de funções diversas que funcionam coletivamente de forma cooperativa e em harmonia. Existem muitas formas de guildas, incluindo os coletivos ou grupos funcionais ou muvucas de plantas com funções semelhantes que podem se intercambiar dentro de um ecossistema, mas a percepção mais comum é a de uma guilda ou coletivo de apoio mútuo. Guildas de apoio mútuo são grupos de animais, plantas, fungos e bactérias, etc. que funcionam bem juntos. As plantas podem ser cultivadas para a produção de alimentos, extraindo nutrientes das profundezas do solo através das raízes, fixando nitrogênio (leguminosas com bactérias), extraindo nuttrientes distantes através das redes de fungos, atraindo insetos benéficos e repelindo insetos nocivos. Quando agrupadas em um arranjo mutuamente benéfico, essas plantas formam uma guilda ou coletivo ou muvuca.
Nos sistemas agroflorestais é comum usarem as muvucas de sementes, que se diferenciam um pouco das guindas ou grupos funcionais por serem de espécies, que muitas vezes possuem características e funções completamente distintas.

#### Efeitos de borda
O efeito de borda em ecologia é o efeito da justaposição, ou colocação de ambientes contrastantes em um ecossistema. Os permacultores argumentam que onde sistemas amplamente diferentes se encontram, existe uma área intensa de produtividade e conexões úteis. Um exemplo disso é o litoral; onde a terra, o mar e o ar se encontram, existe uma área particularmente rica em formas de vida que atende a uma porcentagem desproporcional das necessidades humanas e animais. Essa ideia é executada em designs permaculturais usando espirais em jardins de ervas ou criando lagos com linhas costeiras onduladas, ou chinampas em vez de um simples círculo ou oval (aumentando assim a quantidade de borda para uma determinada área).

### Direitos sobre a Permacultura e a garantia da qualidade nos PDC
Não existem direitos sobre a palavra permacultura e nenhum registro de direitos autorais em nenhum lugar do mundo, mas sim sobre os livros escritos por Bill Mollison e demais autores. Existe um acordo entre os permacultores mais antigos, proposto inicialmente por Bill Mollison, que os Cursos de Planejamento em Permacultura / Curso Certificado em Design de Permacultura (PDC), que este certificado é o que reconhece um permacultor e o habilita, após alguns anos de prática, a ministrar um PDC. Os conteúdos mínimos para o PDC estão descritos no Syllabus proposto por Bill, e devem ter um mínimo de 72 horas.

## Exemplos de práticas comuns na Permacultura
A permacultura não tem técnicas próprias além do método de planejamento, mas baseadas em sua ética e nos 12 princípios de planejamento, ela adota diversas tecnologias tradicionais ou modernas que são utilizadas pelos múltiplos povos em seus contextos. A técnica é o conteúdo a ser aplicado de acordo com a demanda e com as características de cada contexto, a ser lido e interpretado pelo permacultor e pelas pessoas que ali vivem. Seguem alguns exemplos de elementos, ou seja, técnicas comumente usadas por permacultores:

### Sistemas Agroflorestais
Forma de produção de alimentos e fibras que se inspira nas estruturas das florestas e consorcia árvores com outras formas de vida, imitando os estratos e as sucessões florestais. Ver também Agrofloresta, Agricultura Sintrópica e Agricultura regenerativa.

### Pastoreio Racional
Sistema de criação animal que divide o espaço em piquetes reduzindo o tempo dos animais e aumentando a densidade, a fim de permitir com uma maior carga instantânea da quantidade de animais uma adubação e consumo mais homogêneos da pastagem, possibilitando uma regeneração natural da vegetação pelo tempo de descanso do pasto, assim reduzindo pragas e patógenos. Ver também Pastoreio Racional Voisin.

### Canteiro Redondo
Partindo da ideia de um círculo, e dos padrões derivados deste, como os lóbulos e as espirais, ou a disposição destes em mandalas, os permacultores criaram várias formas de canteiros produtivos, viabilizando uma excelente produtividade e facilitando o manuseio dia a dia. Um desses modelos redondo e inovadores é o canteiro fechadura.
O canteiro fechadura é um semicírculo na volta de um ponto, e tem como vantagens desse formado:
- O círculo oferece a maior área interna útil em relação ao menor perímetro, facilitando assim o trabalho diário do jardineiro em combate as plantas invasoras
- O círculo com buracos de fechadura permitem com que tenham um mínimo espaço não produtivo, possibilitando que seja um trabalho em uma área circular, onde você não retorna pelo mesmo lugar, onde há um economia de gasto energético
- São canteiro simples e de instalação barata, economicamente viável para irrigar, pois área circular permite um melhor aproveitamento da água de irrigação.

### Horta mandala

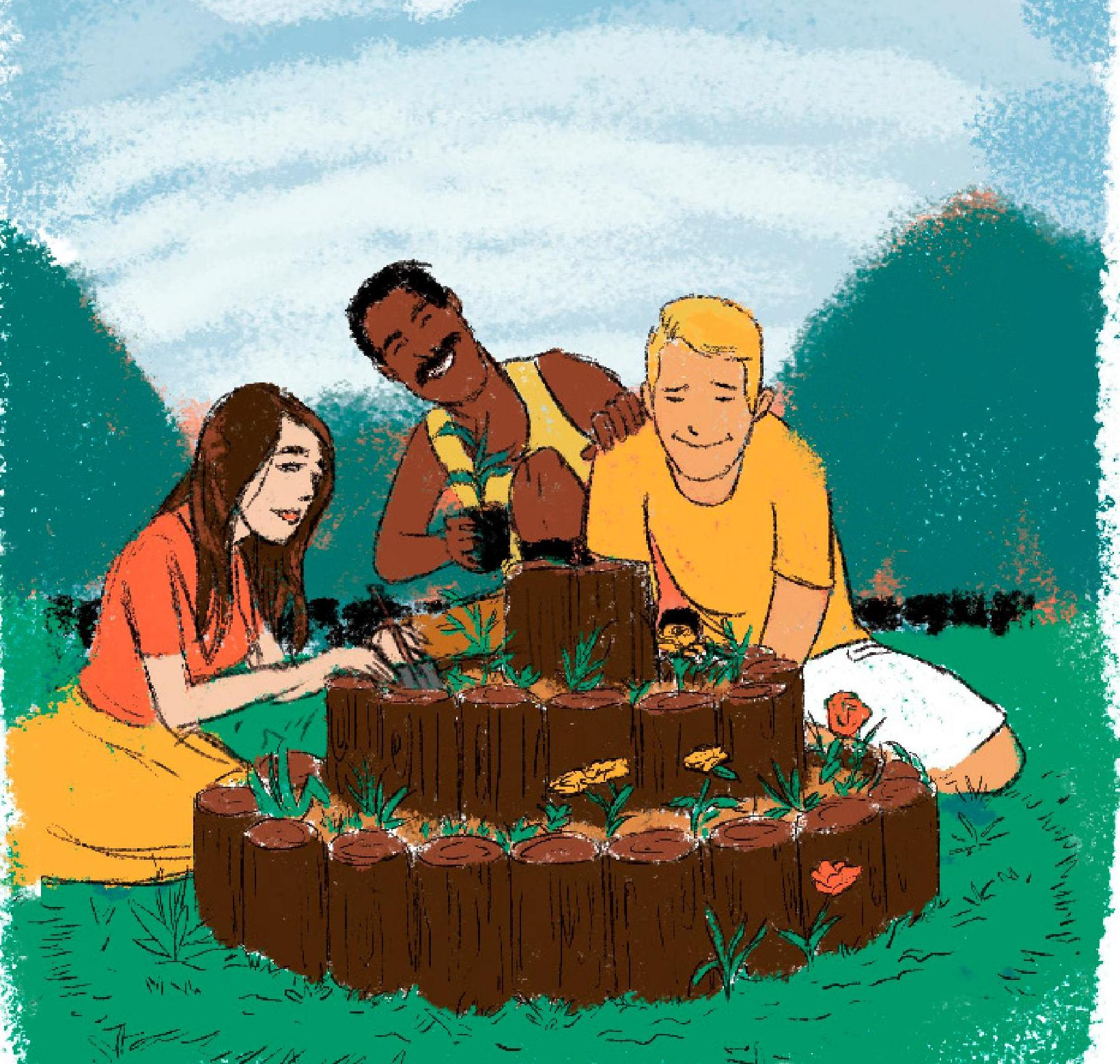
Exemplo de pequeno canteiro em formato de espiral de ervas.

É um modelo de sistema de produção sustentável, onde visa uma produção diversificada e concentrada de alimentos visando como benefícios a otimização de pequenos espaços com a maximização das bordas, onde geralmente são desprezadas nos demais modelos. Além disso: 
- Vários micro-climas em um mesmo canteiro
- Possibilitando um maior harmonia na área, devido o uso de cultivo diversificado
- Pelo formato em circulo, possibilita uma maximização do uso da água de irrigação

### Minhocário
O minhocário é uma alternativa muito importante para produtores de hortaliças, além de ser uma técnica simples de construir, não há necessidade do uso de materiais especias. O minhocário tem como finalidade a produção de húmus, e sua utilização na propriedade vai de acordo com a necessidade do produtor.

### Construções naturais e autoconstrução
Bioarquitetura e bioconstruções

### Banheiro seco: (Reutilização de fezes eurinahumana comofertilizante)
O banheiro seco é um alternativa de banheiro ecológico, onde visa diminuição do uso de água, e o tratamento das fezes humanas. É uma construção diferente do banheiro convencional, não tem uso de água, e as fezes são feitas em locais diferente da urina. Construção deve ser feita em um local onde haja uma declividade, pois é necessário uma diferença de altura do local que você faz até o local onde você armazena os resíduos . Os resíduos são armazenados em locais sem contato com ambiente externo, e utiliza o processo de compostagem para sanitizar os dejetos humanos. Assim possibilitando que você possa reutilizar o material tratado como fertilizante para algumas plantas, mas com exceção algumas culturas que não são recomendada o uso. Além disso, tem como vantagens:
- Economia de água
- Fonte de fertilizante
- Fácil construção

### Captação de água da chuva
Água: captação, armazenamento, filtragem/purificação e utilização

### Tem também
- Círculo de Bananeiras
- Trator de galinhas ou Galinheiro Rotatório
- Telhado verde
- Compostagem
- Ecovilas.
- Comunidade (Transição)